# Leichtathletik-Europacup 1981
| 8. Leichtathletik-Europacup               | 8. Leichtathletik-Europacup | 8. Leichtathletik-Europacup | 8. Leichtathletik-Europacup | 8. Leichtathletik-Europacup | 8. Leichtathletik-Europacup |
| ----------------------------------------- | --------------------------- | --------------------------- | --------------------------- | --------------------------- | --------------------------- |
|                                           |                             |                             |                             |                             |                             |
| Resultate A-Finale                        |                             |                             |                             |                             |                             |
| Zagreb, Stadion Maksimir – 15./16. August |                             |                             |                             |                             |                             |
| Frauen                                    | Frauen                      | Frauen                      | Männer                      | Männer                      | Männer                      |
| Platz                                     | Land                        | Punkte                      | Platz                       | Land                        | Punkte                      |
| 1                                         | DDR                         | 103,5                       | 1                           | DDR                         | 128,0                       |
| 2                                         | Sowjetunion                 | 097,0                       | 2                           | Sowjetunion                 | 124,5                       |
| 3                                         | BR Deutschland              | 074,0                       | 3                           | Großbritannien              | 106,5                       |
| 4                                         | Großbritannien              | 074,0                       | 4                           | BR Deutschland              | 097,0                       |
| 5                                         | Bulgarien                   | 072,0                       | 5                           | Italien                     | 075,0                       |
| 6                                         | Polen                       | 053,5                       | 6                           | Polen                       | 074,0                       |
| 7                                         | Ungarn                      | 041,0                       | 7                           | Frankreich                  | 071,0                       |
| 8                                         | Jugoslawien                 | 020,0                       | 8                           | Jugoslawien                 | 041,0                       |
| ← Turin 1979                              | ← Turin 1979                | ← Turin 1979                | London 1983 →               | London 1983 →               | London 1983 →               |

Der 8. Leichtathletik-Europacup begann am 20. Juni mit der Vorrunde und endete mit dem A-Finale am 15. und 16. August im jugoslawischen Zagreb.

## Modus
Es gab eine Vor- und Zwischenrunde. Anschließend wurde zunächst ein B- und später das A-Finale ausgetragen. In der Zwischenrunde wurden die 24 dafür aus der Vorrunde qualifizierten Mannschaften bei den Männern und Frauen in jeweils drei Gruppen aufgeteilt. Die beiden jeweils Erstplatzierten zogen direkt in das A-Finale in Zagreb ein. Die Dritt- und Viertplatzierten kämpften im B-Finale, um den letzten Startplatz für das A-Finale, für welches Gastgeber Jugoslawien automatisch qualifiziert war.

## Der achte Leichtathletik-Europacup
Seit 1975 fanden die Frauenwettbewerbe am selben Ort und an denselben beiden Tagen gemeinsam mit den Männerwettbewerben statt. So war es auch im Finale der diesjährigen Austragung.
Der zweijährige Wettkampfturnus mit Austragung der Veranstaltung in den ungeraden Jahren jeweils zwischen den Jahren mit Europameisterschaften bzw. Olympischen Spielen hatte sich jetzt für längere Zeit etabliert.
Wieder konnten sich die Athleten der Nationen, die sich am Ende nicht für den Weltcup qualifizierten, durch gute Leistungen für das im Weltcup startberechtigte Team Europa empfehlen.
Im Wettbewerbsprogramm gab es diesmal keine Änderungen. Der Wettbewerbskatalog für die Frauen wurde in den darauffolgenden Jahren sukzessive immer weiter an die Männerdisziplinen angepasst. Die nächste Erweiterung sollte 1985 erfolgen.
Wie in den vorangegangenen drei Europacupaustragungen gewann das Team der DDR sowohl den Frauen- als auch den Männerwettbewerb. Rang zwei belegte jeweils die Sowjetunion.
Folgende Rekorde wurden aufgestellt:
- ein Weltrekord
  - Speerwurf, Frauen: 71,88 m – Antoaneta Todorowa, Bulgarien
- vier Landesrekorde
  - 4 × 400 Meter, Männer: 3:01,42 min – Italien (Stefano Malinverni, Alfonso Di Guida, Roberto Ribaud, Mauro Zuliani)
  - Speerwurf, Männer: 83,56 m – Darko Cujnik, Jugoslawien
  - 400 Meter, Frauen: 50,83 s (BR) – Gaby Bußmann, BR Deutschland
  - 1500 Meter, Frauen: 4:08,69 min – Katalin Weniger, Ungarn

Darüber hinaus gab es sechs Rekorde für den Europacupwettbewerb (Championshiprecords).
Herausragend war die Leistung der erst achtzehnjährigen bulgarischen Speerwerferin Antoaneta Todorowa, die den Weltrekord um fast zwei Meter auf 71,88 m steigerte.
.

## Teilnehmer
Sowohl bei den Männern als auch bei den Frauen mussten die Teams sich wie schon bei allen vorangegangenen Austragungen des Europacups zunächst über Vorkämpfe und Halbfinals für das Finale qualifizieren. In beiden Finals bestand das Finale wie 1977 aus den acht besten Nationen.
| Finalteams                                                                         | Finalteams                                                                       |
| Männer                                                                             | Frauen                                                                           |
| ---------------------------------------------------------------------------------- | -------------------------------------------------------------------------------- |
| BR Deutschland DDR Frankreich Großbritannien Italien Jugoslawien Polen Sowjetunion | Bulgarien BR Deutschland DDR Großbritannien Jugoslawien Polen Sowjetunion Ungarn |

## Vorrunde
Die Vorrunde fand im Juni bei den Männern in Esch-sur-Alzette (Luxemburg) und bei den Frauen in Barcelona (Spanien)statt.
Die Resultate sind in den folgenden Tabellen abgebildet.
| Länderwertungen Vorrunde | Länderwertungen Vorrunde | Länderwertungen Vorrunde |
| ------------------------ | ------------------------ | ------------------------ |
| Frauen – 20. Juni        |                          |                          |
|                          | Barcelona                |                          |
| Platz                    | Land                     | Punkte                   |
| 1                        | Spanien                  | 44                       |
| 2                        | Griechenland             | 44                       |
| 3                        | Portugal                 | 34                       |
| 4                        | Island                   | 28                       |
| Männer – 20./21. Juni    |                          |                          |
|                          | Esch-sur-Alzette         |                          |
| Platz                    | Land                     | Punkte                   |
| 1                        | Dänemark                 | 71                       |
| 2                        | Türkei                   | 69                       |
| 3                        | Irland                   | 64                       |
| 4                        | Island                   | 58                       |
| 5                        | Luxemburg                | 37                       |

 qualifiziert für die Zwischenrunde

## Zwischenrunde
Die Zwischenrunde fand am 4. und 5. Juli bei den Männern in Lille (Frankreich), Warschau (Polen) und Helsinki (Finnland) sowie am 5. Juli bei den Frauen in Frankfurt am Main (BR Deutschland), Bodø (Norwegen) und Edinburgh (Großbritannien) statt.
Die Resultate sind in den folgenden Tabellen abgebildet.
| Länderwertungen Zwischenrunde | Länderwertungen Zwischenrunde | Länderwertungen Zwischenrunde | Länderwertungen Zwischenrunde | Länderwertungen Zwischenrunde | Länderwertungen Zwischenrunde | Länderwertungen Zwischenrunde | Länderwertungen Zwischenrunde | Länderwertungen Zwischenrunde |
| ----------------------------- | ----------------------------- | ----------------------------- | ----------------------------- | ----------------------------- | ----------------------------- | ----------------------------- | ----------------------------- | ----------------------------- |
| Frauen – 5. Juli              |                               |                               |                               |                               |                               |                               |                               |                               |
|                               | Frankfurt am Main             | Frankfurt am Main             |                               | Bodø                          | Bodø                          |                               | Edinburgh                     | Edinburgh                     |
| Platz                         | Land                          | Punkte                        | Land                          | Punkte                        | Land                          | Punkte                        |                               |                               |
| 1                             | DDR                           | 112                           | Sowjetunion                   | 107,0                         | Großbritannien                | 111,0                         |                               |                               |
| 2                             | BR Deutschland                | 097                           | Ungarn                        | 086,0                         | Bulgarien                     | 083,0                         |                               |                               |
| 3                             | Tschechoslowakei              | 080                           | Italien                       | 080,0                         | Niederlande                   | 082,5                         |                               |                               |
| 4                             | Polen                         | 080                           | Rumänien                      | 075,0                         | Finnland                      | 066,5                         |                               |                               |
| 5                             | Schweden                      | 066                           | Norwegen                      | 060,0                         | Frankreich                    | 066,5                         |                               |                               |
| 6                             | Österreich                    | 043                           | Belgien                       | 055,5                         | Jugoslawien                   | 051,0                         |                               |                               |
| 7                             | Irland                        | 038                           | Schweiz                       | 049,5                         | Spanien                       | 041,0                         |                               |                               |
| 8                             | Portugal                      | 024                           | Griechenland                  | 027,0                         | Dänemark                      | 038,5                         |                               |                               |
| Männer – 4./5. Juli           |                               |                               |                               |                               |                               |                               |                               |                               |
|                               | Lille                         | Lille                         |                               | Warschau                      | Warschau                      |                               | Helsinki                      | Helsinki                      |
| Platz                         | Land                          | Punkte                        | Land                          | Punkte                        | Land                          | Punkte                        |                               |                               |
| 1                             | DDR                           | 143,0                         | Polen                         | 128                           | Großbritannien                | 134,0                         |                               |                               |
| 2                             | Italien                       | 125,0                         | BR Deutschland                | 126                           | Sowjetunion                   | 128,0                         |                               |                               |
| 3                             | Frankreich                    | 109,0                         | Ungarn                        | 125                           | Finnland                      | 115,5                         |                               |                               |
| 4                             | Tschechoslowakei              | 095,5                         | Spanien                       | 102                           | Jugoslawien                   | 088,0                         |                               |                               |
| 5                             | Belgien                       | 080,5                         | Schweiz                       | 084                           | Bulgarien                     | 083,5                         |                               |                               |
| 6                             | Niederlande                   | 063,0                         | Österreich                    | 064                           | Schweden                      | 075,0                         |                               |                               |
| 7                             | Griechenland                  | 057,0                         | Portugal                      | 051                           | Norwegen                      | 064,0                         |                               |                               |
| 8                             | Dänemark                      | 044                           | Irland                        | 040                           | Türkei                        | 020,0                         |                               |                               |

 qualifiziert für das A-Finale
 qualifiziert für das B-Finale

## B-Finale
Am 1. und 2. August fand das B-Finale der Männer in Athen (Griechenland) und das der Frauen in Pescara (Italien) statt. Für das A-Finale konnten sich als letzte Teilnehmer bei den Männern Frankreich und bei den Frauen Polen qualifizieren.
| Länderwertungen B-Finale | Länderwertungen B-Finale    | Länderwertungen B-Finale    | Länderwertungen B-Finale | Länderwertungen B-Finale     | Länderwertungen B-Finale     |
| ------------------------ | --------------------------- | --------------------------- | ------------------------ | ---------------------------- | ---------------------------- |
|                          | Frauen – Pescara, 2. August | Frauen – Pescara, 2. August |                          | Männer – Athen, 1./2. August | Männer – Athen, 1./2. August |
| Platz                    | Land                        | Punkte                      | Land                     | Punkte                       |                              |
| 1                        | Polen                       | 64,5                        | Frankreich               | 85,0                         |                              |
| 2                        | Tschechoslowakei            | 60,0                        | Ungarn                   | 78,5                         |                              |
| 3                        | Italien                     | 57,0                        | Tschechoslowakei         | 73,5                         |                              |
| 4                        | Rumänien                    | 55,0                        | Finnland                 | 70,0                         |                              |
| 5                        | Niederlande                 | 46,0                        | Spanien                  | 62,0                         |                              |
| 6                        | Finnland                    | 32,5                        | Griechenland             | 48,0                         |                              |

 qualifiziert für das A-Finale

## A-Finale

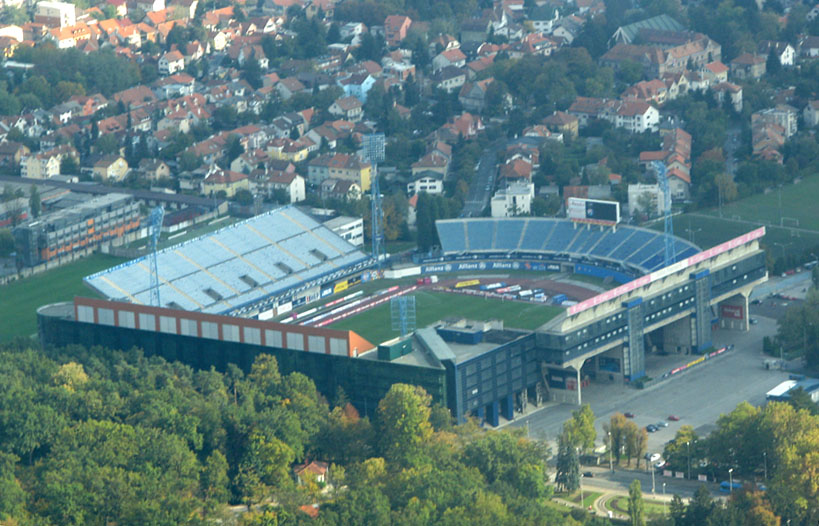
Das Maksimir-Stadion von Zagreb im Jahr 2008

Das 8. Leichtathletik-Europacup-A-Finale fand am 15. und 16. August 1981 im Stadion Maksimir in Zagreb (Jugoslawien, heute Kroatien) statt und umfasste 35 Wettbewerbe. Die DDR verteidigte sowohl mit den Männern als auch mit den Frauen ihre Titel von 1979 erfolgreich. Platz zwei ging ebenfalls wie zwei Jahre zuvor an die Sowjetunion. Beide Nationen qualifizierten sich für den im September stattfindenden Weltcup im italienischen Rom.
| Länderwertungen A-Finale – Zagreb, 15./16. August | Länderwertungen A-Finale – Zagreb, 15./16. August | Länderwertungen A-Finale – Zagreb, 15./16. August | Länderwertungen A-Finale – Zagreb, 15./16. August | Länderwertungen A-Finale – Zagreb, 15./16. August | Länderwertungen A-Finale – Zagreb, 15./16. August |
| ------------------------------------------------- | ------------------------------------------------- | ------------------------------------------------- | ------------------------------------------------- | ------------------------------------------------- | ------------------------------------------------- |
|                                                   | Frauen                                            | Frauen                                            |                                                   | Männer                                            | Männer                                            |
| Platz                                             | Land                                              | Punkte                                            | Land                                              | Punkte                                            |                                                   |
| 1                                                 | DDR                                               | 103,5                                             | DDR                                               | 128,0                                             |                                                   |
| 2                                                 | Sowjetunion                                       | 097,0                                             | Sowjetunion                                       | 124,5                                             |                                                   |
| 3                                                 | BR Deutschland                                    | 074,0                                             | Großbritannien                                    | 106,5                                             |                                                   |
| 4                                                 | Vereinigtes Königreich                            | 074,0                                             | BR Deutschland                                    | 097,0                                             |                                                   |
| 5                                                 | Bulgarien                                         | 072,0                                             | Italien                                           | 075                                               |                                                   |
| 6                                                 | Polen                                             | 053,5                                             | Polen                                             | 074,0                                             |                                                   |
| 7                                                 | Ungarn                                            | 041,0                                             | Frankreich                                        | 071,0                                             |                                                   |
| 8                                                 | Jugoslawien                                       | 020,0                                             | Jugoslawien                                       | 041,0                                             |                                                   |

### Legende
Kurze Übersicht zur Bedeutung der Symbolik – so üblicherweise auch in sonstigen Veröffentlichungen verwendet:
| WR  | Weltrekord             |
| ER  | Europarekord           |
| NR  | Nationaler Rekord      |
| BR  | Bundesdeutscher Rekord |
| NM  | keine Höhe             |
| ogV | ohne gültigen Versuch  |

### Resultate der Einzeldisziplinen: Männer

#### 100 m
| Platz | Land | Athlet               | Zeit (s) | Pkt. |
| ----- | ---- | -------------------- | -------- | ---- |
| 1     | GBR  | Allan Wells          | 10,17    | 8    |
| 2     | GDR  | Frank Emmelmann      | 10,21    | 7    |
| 3     | FRA  | Hermann Panzo        | 10,29    | 6    |
| 4     | POL  | Marian Woronin       | 10,31    | 5    |
| 5     | URS  | Wladimir Murawjow    | 10,50    | 4    |
| 6     | FRG  | Christian Haas       | 10,51    | 3    |
| 7     | ITA  | Pierfrancesco Pavoni | 10,67    | 2    |
| 8     | YUG  | Aleksandar Popović   | 10,81    | 1    |

Datum: 15. August
Wind: −0,9 m/s
| WR | 09,95 s | Jim Hines     | USA | 1968 in Mexiko-Stadt |
| ER | 10,01 s | Pietro Mennea | ITA | 1979 in Mexiko-Stadt |
| CR | 10,12 s | Eugen Ray     | DDR | 1977 in Helsinki     |

#### 200 m
| Platz | Land | Athlet             | Zeit (s) | Pkt. |
| ----- | ---- | ------------------ | -------- | ---- |
| 1     | GDR  | Frank Emmelmann    | 20,33 CR | 8    |
| 2     | GBR  | Allan Wells        | 20,35000 | 7    |
| 3     | FRA  | Patrick Barré      | 20,60000 | 6    |
| 4     | FRG  | Erwin Skamrahl     | 20,61000 | 5    |
| 5     | URS  | Yuriy Naumenko     | 20,69000 | 4    |
| 6     | ITA  | Giovanni Bongiorni | 20,87000 | 3    |
| 7     | POL  | Leszek Dunecki     | 20,91000 | 2    |
| 8     | YUG  | Dragan Zarić       | 21,13000 | 1    |

Datum: 16. August
Wind: +0,3 m/s
| WR/ER | 19,72 s | Pietro Mennea | ITA | 1979 in Mexiko-Stadt |
| CR    | 20,42 s | Pietro Mennea | ITA | 1975 in Nizza        |

#### 400 m
| Platz | Land | Athlet          | Zeit (s) | Pkt. |
| ----- | ---- | --------------- | -------- | ---- |
| 1     | FRG  | Hartmut Weber   | 45,32    | 8    |
| 2     | ITA  | Mauro Zuliani   | 45,35    | 7    |
| 3     | GDR  | Andreas Knebel  | 45,76    | 6    |
| 4     | GBR  | David Jenkins   | 45,86    | 5    |
| 5     | URS  | Paul Roschin    | 46,03    | 4    |
| 6     | YUG  | Josip Alebić    | 46,07    | 3    |
| 7     | FRA  | Paul Bourdin    | 46,34    | 2    |
| 8     | POL  | Andrzej Stępień | 46,38    | 1    |

Datum: 15. August
| WR | 43,86 s | Lee Evans     | USA | 1968 in Mexiko-Stadt |
| ER | 44,60 s | Wiktor Markin | URS | 1980 in Moskau       |
| CR | 45,20 s | Karl Honz     | FRG | 1973 in Edinburgh    |

#### 800 m
| Platz | Land | Athlet               | Zeit (min) | Pkt. |
| ----- | ---- | -------------------- | ---------- | ---- |
| 1     | GBR  | Sebastian Coe        | 1:47,03    | 8    |
| 2     | FRG  | Willi Wülbeck        | 1:47,72    | 7    |
| 3     | GDR  | Olaf Beyer           | 1:47,73    | 6    |
| 4     | URS  | Nikolai Kirow        | 1:48,12    | 5    |
| 5     | FRA  | Philippe Dupont      | 1:48,92    | 4    |
| 6     | YUG  | Dragan Životić       | 1:49,10    | 3    |
| 7     | POL  | Stanisław Rzeźniczak | 1:49,35    | 2    |
| 8     | ITA  | Carlo Grippo         | 1:50,83    | 1    |

Datum: 16. August
| WR/ER | 1:41,73 min | Sebastian Coe | GBR | 1981 in Florenz   |
| CR    | 1:46,44 min | Andy Carter   | GBR | 1973 in Edinburgh |

#### 1500 m
| Platz | Land | Athlet              | Zeit (min) | Pkt. |
| ----- | ---- | ------------------- | ---------- | ---- |
| 1     | GDR  | Olaf Beyer          | 3:40,52    | 8    |
| 2     | URS  | Nikolai Kirow       | 3:43,68    | 7    |
| 3     | GBR  | Steve Cram          | 3:43,72    | 6    |
| 4     | FRA  | Alex Gonzalez       | 3:44,46    | 5    |
| 5     | ITA  | Vittorio Fontanella | 3:44,75    | 4    |
| 6     | POL  | Mirosław Żerkowski  | 3:45,47    | 3    |
| 7     | YUG  | Dragan Zdravković   | 3:45,84    | 2    |
| 8     | FRG  | Harald Hudak        | 3:45,90    | 1    |

Datum: 15. August
| WR/ER | 3:31,36 min | Steve Ovett   | GBR | 1980 in Koblenz |
| CR    | 3:36,27 min | Jürgen Straub | DDR | 1979 in Turin   |

#### 5000 m
| Platz | Land | Athlet             | Zeit (min) | Pkt. |
| ----- | ---- | ------------------ | ---------- | ---- |
| 1     | GBR  | David Moorcroft    | 13:43,18   | 8    |
| 2     | URS  | Waleri Abramow     | 13:43,69   | 7    |
| 3     | GDR  | Hansjörg Kunze     | 13:43,72   | 6    |
| 4     | FRA  | Alex Gonzalez      | 13:44,11   | 5    |
| 5     | FRG  | Thomas Wessinghage | 13:44,56   | 4    |
| 6     | ITA  | Alberto Cova       | 13:45,48   | 3    |
| 7     | POL  | Daniel Jańczuk     | 14:02,78   | 2    |
| 8     | YUG  | Dragan Zdravković  | 14:27,67   | 1    |

Datum: 16. August
| WR | 13:08,40 min | Henry Rono      | KEN | 1978 in Berkeley |
| ER | 13:13,00 min | Emiel Puttemans | BEL | 1972 in Brüssel  |
| CR | 13:27,84 min | Nick Rose       | GBR | 1977 in Helsinki |

#### 10.000 m
| Platz | Land | Athlet             | Zeit (min) | Pkt. |
| ----- | ---- | ------------------ | ---------- | ---- |
| 1     | GDR  | Werner Schildhauer | 28:45,89   | 8    |
| 2     | GBR  | Julian Goater      | 28:55,04   | 7    |
| 3     | FRG  | Karl Fleschen      | 28:57,74   | 6    |
| 4     | URS  | Enn Sellik         | 29:17,65   | 5    |
| 5     | FRA  | Philippe Legrand   | 29:18,30   | 4    |
| 6     | POL  | Jerzy Kowol        | 29:41,20   | 3    |
| 7     | ITA  | Giuseppe Gerbi     | 30:21,53   | 2    |
| 8     | YUG  | Sava Alempic       | 31:11,91   | 1    |

Datum: 15. August
| WR | 27:22,40 min | Henry Rono      | KEN | 1978 in Wien     |
| ER | 27:27,70 min | Fernando Mamede | PRT | 1981 in Lissabon |
| CR | 27:55,50 min | Jörg Peter      | DDR | 1977 in Helsinki |

#### 110 m Hürden
| Platz | Land | Athlet             | Zeit (s) | Pkt. |
| ----- | ---- | ------------------ | -------- | ---- |
| 1     | GBR  | Mark Holtom        | 13,79    | 8    |
| 2     | GDR  | Andreas Schlißke   | 13,85    | 7    |
| 3     | POL  | Romuald Giegiel    | 13,88    | 6    |
| 4     | ITA  | Daniele Fontecchio | 13,98    | 5    |
| 5     | URS  | Georgi Shabanov    | 14,02    | 4    |
| 6     | YUG  | Borislav Pisić     | 14,15    | 3    |
| 7     | FRG  | Karl-Werner Dönges | 14,28    | 2    |
| 8     | FRA  | Philippe Hatil     | 14,34    | 1    |

Datum: 16. August
Wind: −0,6 m/s
| WR | 13,00 s | Renaldo Nehemiah | USA | 1979 in Westwood      |
| ER | 13,28 s | Guy Drut         | FRA | 1975 in Saint-Étienne |
| CR | 13,37 s | Thomas Munkelt   | DDR | 1977 in Helsinki      |

#### 400 m Hürden
| Platz | Land | Athlet            | Zeit (s) | Pkt. |
| ----- | ---- | ----------------- | -------- | ---- |
| 1     | GDR  | Volker Beck       | 48,94    | 8    |
| 2     | FRG  | Harald Schmid     | 49,12    | 7    |
| 3     | URS  | Dmitry Shkharupin | 49,71    | 6    |
| 4     | POL  | Ryszard Szparak   | 50,12    | 5    |
| 5     | GBR  | Gary Oakes        | 50,81    | 4    |
| 6     | FRA  | Serge Guillen     | 51,16    | 3    |
| 7     | ITA  | Saverio Gellini   | 52,20    | 2    |
| 8     | YUG  | Suvad Kestenovic  | 55,61    | 1    |

Datum: 15. August
| WR    | 47,13 s | Edwin Moses   | USA | 1980 in Mailand |
| CR/ER | 47,85 s | Harald Schmid | FRG | 1979 in Turin   |

#### 3000 m Hindernis
| Platz | Land | Athlet              | Zeit (min) | Pkt. |
| ----- | ---- | ------------------- | ---------- | ---- |
| 1     | ITA  | Mariano Scartezzini | 8:13,32 CR | 8    |
| 2     | POL  | Bogusław Mamiński   | 8:17,23000 | 7    |
| 3     | FRG  | Patriz Ilg          | 8:21,13000 | 6    |
| 4     | URS  | Sergei Yepishin     | 8:22,49000 | 5    |
| 5     | GDR  | Ralf Pönitzsch      | 8:23,14000 | 4    |
| 6     | FRA  | Joseph Mahmoud      | 8:38,59000 | 3    |
| 7     | GBR  | Roger Hackney       | 8:55,95000 | 2    |
| 8     | YUG  | Vinko Pokrajčić     | 9:20,30000 | 1    |

Datum: 16. August
| WR | 8:05,40 min | Henry Rono      | KEN | 1978 in Seattle  |
| ER | 8:08,02 min | Anders Gärderud | SWE | 1976 in Montreal |
| CR | 8:16,40 min | Michael Karst   | FRG | 1975 in Nizza    |

#### 4 × 100 m Staffel
| Platz | Land | Athlet                                                                  | Zeit (s) | Pkt. |
| ----- | ---- | ----------------------------------------------------------------------- | -------- | ---- |
| 1     | POL  | Krzysztof Zwoliński Zenon Licznerski Leszek Dunecki Marian Woronin      | 38,66    | 8    |
| 2     | URS  | Andrei Schljapnikow Nikolai Sidorow Alexander Aksinin Wladimir Murawjow | 38,80    | 7    |
| 3     | FRA  | Philippe Le Joncour Bernard Petitbois Antoine Richard Hermann Panzo     | 38,83    | 6    |
| 4     | GBR  | Drew McMaster Mike McFarlane Cameron Sharp Steve Green                  | 39,04    | 5    |
| 5     | FRG  | Ingo Froböse Peter Klein Karlheinz Weisenseel Christian Haas            | 39,05    | 4    |
| 6     | GDR  | Frank Hollender Detlef Kübeck Olaf Prenzler Frank Emmelmann             | 39,37    | 3    |
| 7     | ITA  | Massimo Clementoni Giovanni Bongiorni Stefano Gurini Carlo Simionato    | 39,75    | 2    |
| 8     | YUG  | Mladen Nikolić Dragan Zarić Aleksandar Popović Nenad Milinkov           | 40,04    | 1    |

Datum: 15. August
| WR | 38,03 s | USA | Bill Collins Steve Riddick Cliff Wiley Steve Williams                | 1977 in Düsseldorf |
| ER | 38,26 s | URS | Wladimir Murawjow Nikolai Sidorow Alexander Aksinin Andrei Prokofjew | 1980 in Moskau     |
| CR | 38,47 s | POL | Krzysztof Zwoliński Zenon Licznerski Leszek Dunecki Marian Woronin   | 1979 in Turin      |

#### 4 × 400 m Staffel
| Platz | Land | Athlet                                                           | Zeit (min)     | Pkt. |
| ----- | ---- | ---------------------------------------------------------------- | -------------- | ---- |
| 1     | ITA  | Stefano Malinverni Alfonso Di Guida Roberto Ribaud Mauro Zuliani | 3:01,42 CR/NR  | 8    |
| 2     | URS  | Paul Roschin Witali Fedotow Wiktor Burakow Wiktor Markin         | 3:01,690000000 | 7    |
| 3     | GBR  | Roy Dickens Garry Cook Steve Scutt David Jenkins                 | 3:02,930000000 | 6    |
| 4     | GDR  | Frank Richter Carsten Petters Volker Beck Andreas Knebel         | 3:03,800000000 | 5    |
| 5     | FRG  | Martin Weppler Erwin Skamrahl Thomas Giessing Hartmut Weber      | 3:03,920000000 | 4    |
| 6     | FRA  | Pascal Barré Hector Llatser Didier Dubois Paul Bourdin           | 3:04,610000000 | 3    |
| 7     | POL  | Jerzy Pietrzyk Richard Wichrowski Zbigniew Rytel Andrzej Stępień | 3:04,710000000 | 2    |
| 8     | YUG  | Slobodan Popović Goran Humar Željko Knapić Josip Alebić          | 3:05,690000000 | 1    |

Datum: 16. August
| WR | 2:56,16 min | USA | Vince Matthews Freeman Larry James Lee Evans                    | 1968 in Mexiko-Stadt |
| ER | 3:00,46 min | GBR | Martin Reynolds Alan Pascoe David Hemery David Jenkins          | 1972 in München      |
| CR | 3:01,91 min | FRG | Lothar Krieg Franz-Peter Hofmeister Hartmut Weber Harald Schmid | 1979 in Turin        |

#### Hochsprung
| Platz | Land | Athlet             | Höhe (m) | Pkt. |
| ----- | ---- | ------------------ | -------- | ---- |
| 1     | URS  | Waleri Sereda      | 2,30     | 8    |
| 2     | FRG  | Gerd Nagel         | 2,28     | 7    |
| 3     | ITA  | Massimo Di Giorgio | 2,26     | 6    |
| 4     | GDR  | Jörg Freimuth      | 2,24     | 5    |
| 5     | POL  | Janusz Trzepizur   | 2,21     | 4    |
| 6     | FRA  | Franck Bonnet      | 2,18     | 2,5  |
| 6     | GBR  | Mark Naylor        | 2,18     | 2,5  |
| 8     | YUG  | Daniel Temin       | 2,15     | 1    |

Datum: 15. August
| WR/ER | 2,36 m | Gerd Wessig       | DDR | 1980 in Moskau |
| CR    | 2,32 m | Dietmar Mögenburg | FRG | 1979 in Turin  |

#### Stabhochsprung
| Platz | Land | Athlet                | Höhe (m) | Pkt. |
| ----- | ---- | --------------------- | -------- | ---- |
| 1     | URS  | Konstantin Wolkow     | 5,40     | 7,5  |
| 1     | FRA  | Jean-Michel Bellot    | 5,40     | 7,5  |
| 3     | GBR  | Keith Stock           | 5,30     | 6    |
| 4     | GDR  | Axel Weber            | 5,20     | 5    |
| 5     | ITA  | Mauro Barella         | 5,20     | 4    |
| 6     | YUG  | Miran Bizjak          | 4,40     | 3    |
| NM    | POL  | Władysław Kozakiewicz | ogV      | 0    |
| NM    | FRG  | Günther Lohre         | ogV      | 0    |

Datum: 16. August
| WR/ER | 5,81 m | Wladimir Poljakow                       | URS     | 1981 in Tiflis              |
| CR    | 5,60 m | Władysław Kozakiewicz Konstantin Wolkow | POL URS | 1977 in Helsinki 1979 Turin |

#### Weitsprung
| Platz | Land | Athlet               | Weite (m) | Pkt. |
| ----- | ---- | -------------------- | --------- | ---- |
| 1     | GDR  | Uwe Lange            | 7,98      | 8    |
| 2     | URS  | Schamil Abbjassow    | 7,93      | 7    |
| 3     | FRG  | Joachim Busse        | 7,82      | 6    |
| 4     | GBR  | Roy Mitchell         | 7,79      | 5    |
| 5     | POL  | Stanisław Jaskułka   | 7,78      | 4    |
| 6     | FRA  | Denis Pinabel        | 7,55      | 3    |
| 7     | YUG  | Nenad Stekić         | 7,49      | 2    |
| 8     | ITA  | Giovanni Evangelisti | 7,39      | 1    |

Datum: 15. August
| WR | 8,90 m | Bob Beamon      | USA | 1968 in Mexiko-Stadt |
| ER | 8,54 m | Lutz Dombrowski | DDR | 1980 in Moskau       |
| CR | 8,31 m | Lutz Dombrowski | DDR | 1979 in Turin        |

#### Dreisprung
| Platz | Land | Athlet            | Weite (m) | Pkt. |
| ----- | ---- | ----------------- | --------- | ---- |
| 1     | URS  | Jaak Uudmäe       | 16,97     | 8    |
| 2     | GBR  | Aston Moore       | 16,86     | 7    |
| 3     | YUG  | Miloš Sreiović    | 16,54     | 6    |
| 4     | ITA  | Paolo Piapan      | 16,37     | 5    |
| 5     | GDR  | Lutz Dombrowski   | 16,20     | 4    |
| 6     | FRG  | Peter Bouschen    | 16,10     | 3    |
| 7     | POL  | Zdzisław Hoffmann | 15,99     | 2    |
| 8     | FRA  | Bernard Lamitié   | 15,95     | 1    |

Datum: 16. August
| WR | 17,89 m | João Carlos de Oliveira | BRA | 1975 in Mexiko-Stadt |
| ER | 17,44 m | Wiktor Sanejew          | URS | 1972 in Sochumi      |
| CR | 17,13 m | Jörg Drehmel            | DDR | 1970 in Stockholm    |

#### Kugelstoßen
| Platz | Land | Athlet           | Weite (m) | Pkt. |
| ----- | ---- | ---------------- | --------- | ---- |
| 1     | GDR  | Udo Beyer        | 21,41     | 8    |
| 2     | URS  | Jewgeni Mironow  | 20,33     | 7    |
| 3     | FRG  | Ralf Reichenbach | 19,70     | 6    |
| 4     | FRA  | Luc Viudès       | 19,60     | 5    |
| 5     | YUG  | Zlatan Saračević | 19,38     | 4    |
| 6     | POL  | Janusz Gassowski | 19,01     | 3    |
| 7     | ITA  | Luigi De Santis  | 18,28     | 2    |
| 8     | GBR  | Simon Rodhouse   | 17,90     | 1    |

Datum: 15. August
| WR/ER | 22,15 m | Udo Beyer | DDR | 1978 in Göteborg |
| CR    | 21,65 m | Udo Beyer | DDR | 1977 in Helsinki |

#### Diskuswurf
| Platz | Land | Athlet              | Weite (m) | Pkt. |
| ----- | ---- | ------------------- | --------- | ---- |
| 1     | GDR  | Armin Lemme         | 64,06     | 8    |
| 2     | URS  | Dmytro Kowzun       | 59,60     | 7    |
| 3     | FRG  | Alwin Wagner        | 59,16     | 6    |
| 4     | POL  | Stanisław Wołodko   | 58,94     | 5    |
| 5     | GBR  | Robert Weir         | 56,34     | 4    |
| 6     | ITA  | Armando De Vicentis | 55,80     | 3    |
| 7     | FRA  | Frédéric Piette     | 54,56     | 2    |
| 8     | YUG  | Željko Tarabarić    | 53,38     | 1    |

Datum: 16. August
| WR/ER | 71,16 m | Wolfgang Schmidt | DDR | 1978 in Ost-Berlin |
| CR    | 66,86 m | Wolfgang Schmidt | DDR | 1977 in Helsinki   |

#### Hammerwurf
| Platz | Land | Athlet              | Weite (m) | Pkt. |
| ----- | ---- | ------------------- | --------- | ---- |
| 1     | URS  | Jurij Sedych        | 77,68     | 8    |
| 2     | FRG  | Karl-Hans Riehm     | 75,86     | 7    |
| 3     | GDR  | Roland Steuk        | 73,34     | 6    |
| 4     | ITA  | Giampaolo Urlando   | 72,88     | 5    |
| 5     | POL  | Mariusz Tomaszewski | 70,70     | 4    |
| 6     | GBR  | Martin Girvan       | 69,52     | 3    |
| 7     | YUG  | Srećko Štiglić      | 68,22     | 2    |
| 8     | FRA  | Jacques Accambray   | 64,32     | 1    |

Datum: 16. August
| WR/ER | 81,80 m | Jurij Sedych    | URS | 1980 in Moskau |
| CR    | 78,66 m | Karl-Hans Riehm | FRG | 1979 in Turin  |

#### Speerwurf
| Platz | Land | Athlet           | Weite (m) | Pkt. |
| ----- | ---- | ---------------- | --------- | ---- |
| 1     | GDR  | Detlef Michel    | 90,86 CR  | 8    |
| 2     | URS  | Dainis Kūla      | 88,40000  | 7    |
| 3     | POL  | Michał Wacławik  | 86,26000  | 6    |
| 4     | FRG  | Klaus Tafelmeier | 84,58000  | 5    |
| 5     | GBR  | David Ottley     | 84,30000  | 4    |
| 6     | YUG  | Darko Cujnik     | 83,56000  | 3    |
| 7     | ITA  | Agostino Ghesini | 80,80000  | 2    |
| 8     | FRA  | Penisio Lutui    | 79,30000  | 1    |

Datum: 15. August
| WR/ER | 96,72 m | Ferenc Paragi    | HUN | 1980 in Tata      |
| CR    | 90,68 m | Klaus Wolfermann | FRG | 1973 in Edinburgh |

### Resultate der Einzeldisziplinen: Frauen

#### 100 m
| Platz | Land | Athletin          | Zeit (s) | Pkt. |
| ----- | ---- | ----------------- | -------- | ---- |
| 1     | GDR  | Marlies Göhr      | 11,17    | 8    |
| 2     | GBR  | Kathy Smallwood   | 11,27    | 7    |
| 3     | URS  | Olga Zolotareva   | 11,36    | 6    |
| 4     | BUL  | Sofka Popowa      | 11,43    | 5    |
| 5     | FRG  | Monika Hirsch     | 11,48    | 4    |
| 6     | HUN  | Irén Orosz-Árva   | 11,61    | 3    |
| 7     | YUG  | Dejana Istvanovic | 11,66    | 2    |
| 8     | POL  | Iwona Pakuła      | 11,83    | 1    |

Datum: 15. August
Wind: −1,0 m/s
| WR/ER | 10,88 s | Marlies Göhr | DDR | 1977 in Dresden |
| CR    | 11,03 s | Marlies Göhr | DDR | 1979 in Turin   |

#### 200 m
| Platz | Land | Athletin          | Zeit (s) | Pkt. |
| ----- | ---- | ----------------- | -------- | ---- |
| 1     | GDR  | Bärbel Wöckel     | 22,19 CR | 8    |
| 2     | GBR  | Kathy Smallwood   | 22,65000 | 7    |
| 3     | URS  | Natalja Botschina | 23,08000 | 6    |
| 4     | FRG  | Claudia Steger    | 23,09000 | 5    |
| 5     | HUN  | Irén Orosz-Árva   | 23,15000 | 4    |
| 6     | BUL  | Galina Entschewa  | 23,18000 | 3    |
| 7     | YUG  | Dejana Istvanovic | 23,81000 | 2    |
| 8     | POL  | Iwona Pakuła      | 23,84000 | 1    |

Datum: 16. August
Wind: −1,6 m/s
| WR/ER | 21,71 s | Marita Koch          | DDR | 1979 in Karl-Marx-Stadt |
| CR    | 22,40 s | Ljudmila Kondratjewa | URS | 1979 in Turin           |

#### 400 m
| Platz | Land | Athletin           | Zeit (s) | Pkt. |
| ----- | ---- | ------------------ | -------- | ---- |
| 1     | GDR  | Marita Koch        | 49,43    | 8    |
| 2     | FRG  | Gaby Bußmann       | 50,83    | 7    |
| 3     | URS  | Irina Nasarowa     | 51,31    | 6    |
| 4     | GBR  | Joslyn Hoyte-Smith | 51,47    | 5    |
| 5     | POL  | Grażyna Oliszewska | 53,07    | 4    |
| 6     | BUL  | Iwanka Wenkowa     | 53,11    | 3    |
| 7     | HUN  | Ibolya Petrika     | 53,52    | 2    |
| 8     | YUG  | Nataša Seliškar    | 54,94    | 1    |

Datum: 15. August
| WR/ER/CR | 48,60 s | Marita Koch | DDR | 1979 in Turin |

#### 800 m
| Platz | Land | Athletin            | Zeit (min) | Pkt. |
| ----- | ---- | ------------------- | ---------- | ---- |
| 1     | GDR  | Martina Steuk       | 1:57,16    | 8    |
| 2     | URS  | Ljudmila Wesselkowa | 1:57,25    | 7    |
| 3     | POL  | Jolanta Januchta    | 1:58,60    | 6    |
| 4     | FRG  | Margrit Klinger     | 1:59,34    | 5    |
| 5     | GBR  | Christina Boxer     | 2:00,03    | 4    |
| 6     | BUL  | Swetla Slatewa      | 2:02,62    | 3    |
| 7     | HUN  | Katalin Weniger     | 2:07,16    | 2    |
| 8     | YUG  | Zora Tomecic        | 2:11,40    | 1    |

Datum: 15. August
| WR/ER | 1:53,43 min | Nadija Olisarenko  | URS | 1980 in Moskau |
| CR    | 1:56,29 min | Nikolina Schterewa | BUL | 1979 in Turin  |

#### 1500 m
| Platz | Land | Athletin           | Zeit (min) | Pkt. |
| ----- | ---- | ------------------ | ---------- | ---- |
| 1     | URS  | Tamara Sorokina    | 4:01,37 CR | 8    |
| 2     | GDR  | Ulrike Bruns       | 4:02,21000 | 7    |
| 3     | POL  | Anna Bukis         | 4:04,38000 | 6    |
| 4     | FRG  | Brigitte Kraus     | 4:05,47000 | 5    |
| 5     | BUL  | Wanja Gospodinowa  | 4:07,89000 | 4    |
| 6     | HUN  | Katalin Wéninger   | 4:08,69 NR | 3    |
| 7     | GBR  | Gillian Dainty     | 4:12,86000 | 2    |
| 8     | YUG  | Zdravka Risticevic | 4:28,06000 | 1    |

Datum: 16. August
| WR/ER | 3:52,47 min | Kasankina | URS | 1980 in Zürich |
| CR    | 4:03,13 min | Petrowa   | BUL | 1979 in Turin  |

#### 3000 m
| Platz | Land | Athletin           | Zeit (min) | Pkt. |
| ----- | ---- | ------------------ | ---------- | ---- |
| 1     | GDR  | Angelika Zauber    | 8:49,61 CR | 8    |
| 2     | URS  | Jelena Sipatowa    | 8:49,99000 | 7    |
| 3     | GBR  | Paula Fudge        | 8:54,59000 | 6    |
| 4     | BUL  | Nikolina Schterewa | 9:11,84000 | 5    |
| 5     | FRG  | Vera Steiert       | 9:14,29000 | 4    |
| 6     | HUN  | Ilona Jankó        | 9:15,83000 | 3    |
| 7     | YUG  | Breda Pergar       | 9:26,32000 | 2    |
| 8     | POL  | Celina Sokołowska  | 9:28,30000 | 1    |

Datum: 16. August
| WR/ER | 8:27,12 min | Ljudmila Bragina | URS | 1976 in College Park |
| CR    | 8:49,86 min | Ljudmila Bragina | URS | 1977 in Helsinki     |

#### 100 m Hürden
| Platz | Land | Athletin           | Zeit (s) | Pkt. |
| ----- | ---- | ------------------ | -------- | ---- |
| 1     | URS  | Tatjana Anissimowa | 12,91    | 8    |
| 2     | GDR  | Kerstin Knabe      | 13,08    | 7    |
| 3     | POL  | Lucyna Langer      | 13,20    | 6    |
| 4     | GBR  | Shirley Strong     | 13,21    | 5    |
| 5     | BUL  | Jordanka Donkowa   | 13,69    | 4    |
| 6     | FRG  | Silvia Kempin      | 13,72    | 3    |
| 7     | HUN  | Xénia Siska        | 14,08    | 2    |
| 8     | YUG  | Margita Papić      | 14,17    | 1    |

Datum: 16. August
Wind: −2,4 m/S
| WR/ER | 12,36 s | Grażyna Rabsztyn   | POL | 1980 in Warschau |
| CR    | 12,77 s | Tatjana Anissimowa | URS | 1979 in Turin    |

#### 400 m Hürden
| Platz | Land | Athletin          | Zeit (s) | Pkt. |
| ----- | ---- | ----------------- | -------- | ---- |
| 1     | GDR  | Ellen Neumann     | 54,90    | 8    |
| 2     | URS  | Ana Kosteckaja    | 56,34    | 7    |
| 3     | POL  | Genowefa Błaszak  | 57,21    | 6    |
| 4     | GBR  | Yvette Wray       | 57,62    | 5    |
| 5     | BUL  | Nadeshda Assenowa | 58,02    | 4    |
| 6     | FRG  | Silvia Hollmann   | 58,13    | 3    |
| 7     | YUG  | Mojca Savle       | 59,72    | 2    |
| 8     | HUN  | Éva Mohácsi       | 59,99    | 1    |

Datum: 15. August
| WR/ER | 54,28 s | Karin Roßley    | DDR | 1980 in Jena  |
| CR    | 54,82 s | Marina Makejewa | URS | 1979 in Turin |

#### 4 × 100 m Staffel
| Platz | Land | Athletin                                                              | Zeit (s) | Pkt. |
| ----- | ---- | --------------------------------------------------------------------- | -------- | ---- |
| 1     | GDR  | Anneliese Walter Bärbel Wöckel Gesine Walther Marlies Göhr            | 42,53    | 8    |
| 2     | GBR  | Wendy Hoyte Smallwood Beverley Goddard Shirley Thomas                 | 43,03    | 7    |
| 3     | URS  | Olga Solotarjewa Olga Nasarowa Ljudmila Kondratjewa Natalja Botschina | 43,26    | 6    |
| 4     | FRG  | Ulrike Sommer Heidi-Elke Gaugel Claudia Steger Monika Hirsch          | 43,74    | 5    |
| 5     | BUL  | Nadeschda Georgiewa Galina Entschewa Pepa Pawlowa Anelija Nunewa      | 44,24    | 4    |
| 6     | HUN  | Xénia Siska Erzsebet Juhász Piroska Hráč Irén Orosz                   | 45,75    | 3    |
| 7     | YUG  | Mojka Cetina Dijana Ištvanović Saša Kranke Nataša Seliškar            | 45,97    | 2    |
| 8     | POL  | Iwona Pakula Elzbieta Rabsztyn Danuta Perka Lucyna Langer             | 46,03    | 1    |

Datum: 15. August
| WR/ER | 41,60 s | DDR | Romy Müller Bärbel Wöckel Ingrid Auerswald Marlies Göhr        | 1980 in Moskau |
| CR    | 42,09 s | DDR | Christina Brehmer Romy Schneider Ingrid Auerswald Marlies Göhr | 1979 in Turin  |

#### 4 × 400 m Staffel
| Platz | Land | Athletin                                                               | Zeit (min) | Pkt. |
| ----- | ---- | ---------------------------------------------------------------------- | ---------- | ---- |
| 1     | GDR  | Dagmar Rübsam Martina Steuk Bärbel Wöckel Marita Koch                  | 3:19,83    | 8    |
| 2     | URS  | Natalja Ljalina Tatjana Litwinowa Irina Baskakowa Irina Nasarowa       | 3:24,85    | 7    |
| 3     | GBR  | Linda Forsyth Michelle Scutt Verona Elder Joslyn Hoyte-Smith           | 3:27,27    | 6    |
| 4     | FRG  | Ute Finger Gaby Bußmann Birgit Vöcking Claudia Steger                  | 3:29,50    | 5    |
| 5     | POL  | Beata Miedzielska Jolanta Januchta Grażyna Oliszewska Genowefa Błaszak | 3:30,60    | 4    |
| 6     | BUL  | Malena Antinowa Violeta Zwetkowa Iwanka Wenkowa Galina Entschewa       | 3:30,90    | 3    |
| 7     | HUN  | Irén Orosz Judit Forgács Eva Váczi Ibolya Petrika                      | 3:31,25    | 2    |
| 8     | YUG  | Katica Marković Nataša Seliškar Elizabeta Bozinovska Marija Kozma      | 3:42,48    | 1    |

Datum: 16. August
| WR/ER | 3:19,23 min | DDR | Doris Maletzki Brigitte Rohde Ellen Streidt Christina Brehmer | 1976 in Montreal |
| CR    | 3:19,62 min | DDR | Gabriele Kotte Christina Brehmer Brigitte Köhn Marita Koch    | 1979 in Turin    |

#### Hochsprung
| Platz | Land | Athletin             | Höhe (m) | Pkt. |
| ----- | ---- | -------------------- | -------- | ---- |
| 1     | FRG  | Ulrike Meyfarth      | 1,94     | 8    |
| 2     | BUL  | Ljudmila Schetschewa | 1,92     | 7    |
| 3     | URS  | Yelena Popkova       | 1,86     | 6    |
| 4     | GBR  | Ann-Marie Cording    | 1,86     | 5    |
| 5     | GDR  | Andrea Reichstein    | 1,84     | 3,5  |
| 5     | POL  | Elżbieta Krawczuk    | 1,84     | 3,5  |
| 7     | HUN  | Emese Béla           | 1,84     | 2    |
| 8     | YUG  | Stanka Prezelj       | 1,81     | 1    |

Datum: 16. August
| WR/ER | 2,01 m | Sara Simeoni        | ITA | 1978 in Prag  |
| CR    | 1,99 m | Rosemarie Ackermann | DDR | 1979 in Turin |

#### Weitsprung
| Platz | Land | Athletin           | Weite (m) | Pkt. |
| ----- | ---- | ------------------ | --------- | ---- |
| 1     | GDR  | Sigrid Ulbricht    | 6,86      | 8    |
| 2     | POL  | Anna Włodarczyk    | 6,66      | 7    |
| 3     | URS  | Tatjana Kolpakowa  | 6,59      | 6    |
| 4     | FRG  | Christina Sussiek  | 6,54      | 5    |
| 5     | BUL  | Iwanka Wenkowa     | 6,39      | 4    |
| 6     | GBR  | Susan Hearnshaw    | 6,31      | 3    |
| 7     | HUN  | Zsuzsa Vanyek      | 6,20      | 2    |
| 8     | YUG  | Snežana Dančetovič | 6,06      | 1    |

Datum: 16. August
| WR/ER | 7,09 m | Vilma Bardauskienė | URS | 1978 in Prag  |
| CR    | 6,89 m | Brigitte Wujak     | DDR | 1979 in Turin |

#### Kugelstoßen
| Platz | Land | Athletin                | Weite (m) | Pkt. |
| ----- | ---- | ----------------------- | --------- | ---- |
| 1     | GDR  | Ilona Slupianek         | 21,12     | 8    |
| 2     | BUL  | Werschinija Wesselinowa | 20,77     | 7    |
| 3     | URS  | Nina Issajewa           | 18,15     | 6    |
| 4     | HUN  | Viktória Horváth        | 17,11     | 5    |
| 5     | FRG  | Eva Wilms               | 16,85     | 4    |
| 6     | GBR  | Venissa Head            | 16,73     | 3    |
| 7     | POL  | Ludwika Chewińska       | 16,69     | 2    |
| 8     | YUG  | Mirjana Tufegdzic       | 15,66     | 1    |

Datum: 16. August
| WR/ER | 22,45 m | Ilona Slupianek | DDR | 1980 in Potsdam |
| CR    | 21,32 m | Marianne Adam   | DDR | 1975 in Nizza   |

#### Diskuswurf
| Platz | Land | Athletin         | Weite (m) | Pkt. |
| ----- | ---- | ---------------- | --------- | ---- |
| 1     | BUL  | Marija Petkowa   | 69,08     | 8    |
| 2     | URS  | Galina Sawinkowa | 68,46     | 7    |
| 3     | GDR  | Evelin Jahl      | 67,32     | 6    |
| 4     | FRG  | Ingra Manecke    | 60,12     | 5    |
| 5     | HUN  | Ágnes Herczeg    | 58,08     | 4    |
| 6     | POL  | Danuta Majewska  | 56,38     | 3    |
| 7     | GBR  | Meg Ritchie      | 53,66     | 2    |
| 8     | YUG  | Snezana Golubic  | 42,18     | 1    |

Datum: 15. August
| WR/ER | 71,80 m | Marija Petkowa | BUL | 1980 in Sofia     |
| CR    | 69,48 m | Faina Melnik   | URS | 1973 in Edinburgh |

#### Speerwurf
| Platz | Land | Athletin           | Weite (m) | Pkt. |
| ----- | ---- | ------------------ | --------- | ---- |
| 1     | BUL  | Antoaneta Todorowa | 71,88 WR  | 8    |
| 2     | GBR  | Tessa Sanderson    | 65,94000  | 7    |
| 3     | FRG  | Ingrid Thyssen     | 63,86000  | 6    |
| 4     | GDR  | Ute Hommola        | 62,82000  | 5    |
| 5     | URS  | Leolita Blodniece  | 60,24000  | 4    |
| 6     | HUN  | Mária Janák        | 56,98000  | 3    |
| 7     | POL  | Maria Jabłońska    | 54,38000  | 2    |
| 8     | YUG  | Borbola Menjart    | 52,34000  | 1    |

Datum: 15. August
| WR/ER | 70,80 m | Tatjana Birjulina | URS | 1980 in Podolsk  |
| CR    | 68,92 m | Ruth Fuchs        | DDR | 1977 in Helsinki |

## Videolinks
- 1981 European Cup 100m men - Allan Wells, youtube.com, abgerufen am 29. Januar 2024
- Seb Coe 1981 European Cup 800m final, youtube.com, abgerufen am 29. Januar 2024
- Steve Cram, 1500m European Cup 1981, youtube.com, abgerufen am 29. Januar 2024
- Europa Cup 1981 4x400m, youtube.com, abgerufen am 29. Januar 2024
- Javelin men European cup final 1981 08 15 Zagreb, youtube.com, abgerufen am 29. Januar 2024
- Detlef Michel (East Germany) javelin 90.86 meters European cup final 1981-08-15 Zagreb, youtube.com, abgerufen am 29. Januar 2024
- David Ottley (Great Britain) javelin 84.30 meters European cup final 1981-08-15 Zagreb, youtube.com, abgerufen am 29. Januar 2024
- Darko ČUJNIĆ (Kroatia) Javelin 83.56 meters (NATIONAL RECORD) European cup final 1981-08-15 Zagreb, youtube.com, abgerufen am 29. Januar 2024
- Agostino Ghesini (Italy) javelin 80.00 meters European cup final 1981-08-15 Zagreb, youtube.com, abgerufen am 29. Januar 2024

## Einzelnachweis
1. 1 2  Für Jugoslawien, die als Gastgeber für das A-Finale automatisch qualifiziert waren, nahm Griechenland am B-Finale teil.

1965 |
1967 |
1970 |
1973 |
1975 |
1977 |
1979 |
1981 |
1983 |
1985 |
1987 |
1989 |
1991 |
1993 |
1994 |
1995 |
1996 |
1997 |
1998 |
1999 |
2000 |
2001 |
2002 |
2003 |
2004 |
2005 |
2006 |
2007 |
2008
→